# Картахенское восстание
Картахенское восстание (4-7 марта 1939) — эпизод гражданской войны в Испании.

## Предыстория
После разгрома в Каталонии республиканское правительство Испании было, фактически, «списано со счетов» основными мировыми державами. 27 февраля 1939 года правительства Великобритании и Франции официально признали Франко и разорвали дипломатические отношения с Испанской Республикой. Очень скоро их примеру последовали многие мелкие государства; не сделали этого только СССР, США, Мексика и Швеция.
28 февраля ушёл в отставку президент Испании Асанья (который и так уже месяц как жил в Швейцарии). Остатки кортесов в Париже попросили Мартинеса Баррио стать временным президентом республики. 2 марта он согласился, но поставил условие: совет министров должен поспешить с заключением «достойного мира».
2 марта премьер-министр Испании Хуан Негрин подписал серию приказов по армии, благодаря которым получила важные назначения целая группа коммунистов, находившихся без дела после ухода из Каталонии. В частности, военным комендантом Картахены был назначен Галан.

## Ход событий
В ответ на назначение Галана военные Картахены 4 марта восстали. Они арестовали местных коммунистов, захватили береговые батареи, радиостанцию, и вызвали по радио на помощь флот и ВВС националистов. Однако адмиралы националистов Морено и Сервера не рискнули направить в Картахену эскадру, и послали на помощь восставшим только авиацию и десантное судно «Кастильо де Олите» с пехотной бригадой (3500 человек) на борту, которой предписывалось занять важнейшие пункты Картахены.
Коммунисты из Эльды (после отъезда из Мадрида, ставшего фронтовым городом, правительство Испании разместилось на вилле Эльда под Аликанте) дали Галану приказ подавить мятеж, не спрашивая медлившего премьер-министра и не согласуя операции с военным министерством. В подчинении Галана оставались пехотная бригада (3000 человек) и несколько танкеток. Действуя решительно и энергично, он за полдня разгромил мятежников, и вступил в командование военно-морской базой. В результате, когда на внешнем рейде Картахены появилось «Кастильо де Олите», крепостная артиллерия несколькими залпами пустила невооружённый транспорт на дно; из-за самонадеянности и непредусмотрительности флотского командования националистов перестала существовать целая пехотная бригада (погибло 2300 человек).
Однако, пока шли бои на улицах Картахены, исправные корабли республиканцев снялись с якоря и вышли на внешний рейд. По приказу адмирала Мигуэля Буисы флотские коммунисты были взяты под стражу, после чего три крейсера и восемь эсминцев, взяв на борт около полутысячи картахенцев (рабочих порта, арсенала и их семьи) ушли в Северную Африку (одна из подводных лодок ушла на Майорку, где её экипаж сдался националистам), где были в Бизерте интернированы французами. К вечеру 5 марта в Картахене оставались четыре эсминца, четыре подводные лодки и различные мелкие суда; состояние их механизмов исключало дальний морской поход.

## Итоги и последствия
В результате бегства республиканского флота националисты получили полное господство на море. Франко объявил о тесной блокаде республиканских гаваней.